# Эррера, Альфонсо
Альфо́нсо Эрре́ра Родри́гес (англ. Alfonso Herrera Rodríguez, МФА [alˈfonso eˈreɾa]; род. 28 августа 1983, Мехико) — мексиканский актёр и бывший певец, состоял в группе RBD (2004—2009).

## Биография
Родился в Мехико. Есть старший брат Алехандро и младший брат Оскар. В 2002 году окончил академию «Эрдон», престижную британскую школу экстра-класса (там же в разные годы обучались Гаэль Гарсиа Берналь и Химена Сариньяна). Хотел стать пилотом и собирался поступить в авиационную школу в Сан-Антонио, штат Техас, однако передумал и поступил в Центр актёрского образования, принадлежащий латиноамериканскому медиаконгломерату Televisa.
Дебютировал на телевидении в теленовелле «Класс 406» в 2002 году; в том же году он дебютировал на большом экране в фильме «Больно любить» и получил MTV Movie Awards Mexico. В 2004 году он добился международной известности, сыграв главного героя Мигеля Аранго в мексиканской мыльной опере «Мятежники». На основе проекта была создана группа RBD, которая дважды номинировалась на Латинскую Грэмми и продала более 10 миллионов альбомов. В 2009 году он снялся в венесуэльском фильме «Венеция», мексиканском сериале «Женщины-убийцы» и мексиканской мыльной опере «Хамелеоны».
В 2014 году исполнил главную роль в политической сатирической комедии «Идеальная диктатура». С 2015 по 2018 год он играл преподавателя искусства Эрнандо Фуэнтеса, тайного бойфренда актёра Лито Родригеса, в американском драматическом сериале «Восьмое чувство» на Netflix. Сыграл отца Томаса в американском сериале ужасов «Изгоняющий дьявола» (2016—2017). Также снялся в американском драматическом сериале «Королева Юга» (2018—2019). За роль Игнасио де ла Торре-и-Миеры в фильме «Танец сорока одного» (2020) получил премию «Ариэль» за лучшую мужскую роль. В 2022 году присоединился к основному актёрскому составу последнего сезона криминального драматического сериала Netflix «Озарк» в роли лейтенанта картеля Хави Элизондро.

## Личная жизнь
В 2002—2005 годах встречался с мексиканской певицей Дульсе Марией.
В 2016—2021 годах был женат на журналистке Диане Васкес. В браке родилось двое детей.

## Фильмография
| Год       |     | Русское название                  | Оригинальное название        | Роль                                       |
| --------- | --- | --------------------------------- | ---------------------------- | ------------------------------------------ |
| 2002—2003 | с   | Класс 406                         | Clase 406                    | Хуан Дэвид Родригес Пинеда                 |
| 2002      | ф   | Больно любить                     | Amarte Duele                 | Франциско                                  |
| 2002      | с   | Женщина, случаи из реальной жизни | Mujer, casos de la vida real | Мигель                                     |
| 2004—2006 | с   | Мятежники                         | Rebelde                      | Мигель Аранго Кервера                      |
| 2005      | с   |                                   | La energía de Sonric'slandia | Мигель Аранго Кервера                      |
| 2007      | с   | Семья                             | RBD: La Familia              | Пончо                                      |
| 2008      | с   | Терминал                          | Terminales                   | Леонарда Каррал                            |
| 2008      | ф   | Вновь видеть тебя                 | Volverte a Ver               | Пабло                                      |
| 2009      | с   | Женщины-убийцы                    | Mujeres Asesinas             | Эстебан                                    |
| 2009      | ф   | Венеция                           | Venezzia                     | Фрэнк Мур                                  |
| 2009—2010 | с   | Хамелеоны                         | Camaleones                   | Себастьян Ярмилло                          |
| 2009      | с   | В последний момент                | Tiempo Final                 | Артуро                                     |
| 2011      | ф   | Так повезло                       | Así Es La Suerte             | Гильермо                                   |
| 2011      | с   | Команда                           | El Equipo                    | Фермин Перес                               |
| 2011      | с   | В десятку                         | El Diez                      | Сальвадор «Чава» Эспиноса                  |
| 2011      | с   | Очарование орла                   | El Encanto del Águila        | Акилес Сердан                              |
| 2013      | ф   | Призрак                           | Espectro                     | Марио                                      |
| 2013      | кор |                                   | Museo Memoria y Tolerancia   | мужчина                                    |
| 2013      | ф   | Безупречное послушание            | Obediencia Perfecta          | Сакраменто Сантос                          |
| 2014      | кор | Гонсало                           | Gonzalo                      | Гонсало                                    |
| 2014      | с   | Гений                             | El Capo                      | Нино Мало                                  |
| 2014      | ф   | Идеальная диктатура               | La Dictadura Perfecta        | Карлос Ройо                                |
| 2015—2018 | с   | Восьмое чувство                   | Sense8                       | Эрнандо Фуэнтес                            |
| 2015—2016 | с   | Денди                             | El Dandy                     | Дэниел «Денди» Брако / Хосе «Пепе» Монтано |
| 2016      | ф   | Избранный                         | El Elegido                   | Рамон Меркадер                             |
| 2016—2017 | с   | Изгоняющий дьявола                | The Exorcist                 | отец Томас Ортега                          |
| 2018—2019 | с   | Королева Юга                      | Queen of the South           | Хавьер Хименес                             |
| 2019      | с   |                                   | Sitiados: México             | Леон / Лоренцо                             |
| 2020      | ф   | Танец сорока одного               | El baile de los 41           | Игнасио де ла Торре-и-Миер                 |
| 2022      | с   | Озарк                             | Ozark                        | Хавьер «Хави» Элизондро                    |
| 2022      | ф   |                                   | Me Casé Con Un Idiota        | Иньяки Паласиос                            |